# Wonder What’s Next
Wonder What’s Next (с англ. — «Интересно, что дальше») — второй студийный альбом американской рок-группы Chevelle, выпущенный 8 октября 2002 года лейблом Epic Records; дебютная работа группы, выпущенная на крупном лейбле.
Альбом занял 14-е место в чарте Billboard 200 в США. Он получил 2-кратную платиновую сертификацию от RIAA, разойдясь тиражом в один миллион копий только в США в 2003 году. Группа Chevelle была номинирована на три премии Billboard Music Awards в 2003 году: одна за группу и две за песню «Send the Pain Below». Они были номинированы в категориях «Современный рок-исполнитель», «Современный рок-трек» и «Лучшая рок-песня». Wonder What’s Next оказался прорывным альбомом Chevelle, обеспечив им участие в громких турах, включая главную сцену Ozzfest в 2003 году, и он остаётся самым успешным альбомом группы.

## Предыстория и запись
После проблем с лейблом менеджмент Chevelle организовал презентацию в Нью-Йорке. Группа получила три предложения и в итоге выбрала Epic Records. После обсуждения с Гартом «GGGarth» Ричардсоном и Беном Гроссом они пригласили Гарта спродюсировать их второй альбом. Запись должна была начаться в студии The Warehouse в Ванкувере на следующий день после терактов 11 сентября. Поскольку в родной стране группы только что произошло трагическое событие, начало процесса записи было тревожным. Группа провела девять недель в просторной студии.
Wonder What’s Next отличается более тяжёлым и текстурированным звучанием, чем его предшественник, который, по словам фронтмена Пита Лоффлера, был «более инди» и не смог полностью передать накал группы. В то время как дебютный альбом Chevelle был записан в стандартной настройке D, группа переключилась на Drop B, и некоторые песни были написаны в стандартной настройке D♭.
Кроме того, группа потратила гораздо больше времени на настройку тембра и подготовку перед записью, в отличие от менее изощрённого студийного процесса работы со Стивом Альбини. Бен Каплан, редактор Pro Tools, также творчески подошёл к добавлению текстур в бо́льшую часть музыки. Поначалу группе не нравился такой подход, но они оценили его влияние на общее звучание. Однако трек «One Lonely Visitor» отличается от остальных своим минималистичным подходом. Демо-версия была записана в домашней студии, но после перезаписи с Гартом в Ванкувере Лоффлер всё равно предпочёл оригинальную, менее обработанную версию за её более естественное звучание и убедил лейбл использовать её. Этот же метод был использован в заключительном треке их следующего альбома в 2004 году.

## Выпуск и продвижение
Альбом был выпущен 8 октября 2002 года лейблом Epic Records. В поддержку альбома было выпущено три сингла: «The Red», «Send the Pain Below» и «Closure».
В преддверии выхода альбома Chevelle гастролировали по Соединённым Штатам с Local H и Burning Brides с марта по май 2002 года. Затем они присоединились к Ozzfest с июля по сентябрь. До конца года Chevelle продолжали гастролировать по США с Stone Sour и Sinch. 8 ноября Chevelle также исполнили «The Red» в «The Late Late Show» с Крейгом Килборном.
В начале 2003 года группа гастролировала по Европе с Audioslave, а затем вернулась в США. Весной они выступили на фестивале Music as a Weapon II вместе с хедлайнерами из Чикаго Disturbed. Позже Chevelle появились на концертном альбоме-сборнике Music as a Weapon II с песнями «The Red» и «Forfeit». 20 мая группа выступила на «The Late Late Show» с Дэвидом Леттерманом с песней «Send the Pain Below».
С июня по август Chevelle выступали на главной сцене Ozzfest, где они записали и позже выпустили концертный альбом Live from the Road и концертный DVD Live from the Norva. Начиная с ноября группа выступала на радио до конца года, после чего взяла перерыв на несколько месяцев, чтобы начать работу над своим следующим альбомом.
С 1 ноября по 17 декабря 2003 года Chevelle провели свой первый крупный тур в качестве хедлайнеров. Тур начался в Кливленде и закончился в Чикаго .

## Отзывы критиков
| Оценки критиков     | Оценки критиков |
| Источник            | Оценка          |
| ------------------- | --------------- |
| AllMusic            | [ 8 ]           |
| Blender             | [ 13 ]          |
| Cross Rhythms       | [ 14 ]          |
| Jesus Freak Hideout | [ 15 ]          |
| Melodic             | [ 1 ]           |
| Rolling Stone       | [ 16 ]          |

Отзывы о Wonder What’s Next были в целом положительными. Брайан О’Нил из AllMusic отметил, что группа демонстрирует «инди-рок-менталитет», несмотря на безупречное продюсирование альбома. Он добавил: «Chevelle удалось сохранить свой авторитет, но при этом выпустить 11 треков, которые, оставаясь запоминающимися, предлагают уникальность, которую не часто услышишь в более коммерческой музыке, что не значит подвиг». Том Дэй из musicOMH описал звучание группы как сравнимое с такими группами, как Helmet, Tool и Deftones, и подытожил, заявив: «Нет никаких сомнений в высоком качестве тяжёлого рока, который Chevelle подали здесь». В своей рецензии для Cross Rhythms Тони Каммингс отметил динамику альбома — результат сочетания сложных и деликатных пассажей с фрагментами, где Пит Лоффлер «угрожает навсегда сорвать себе голосовые связки», а гитары «рычат из динамиков, как голодные доберманы». Также он похвалил производственную часть альбома следующими словами: «Продюсирование легендарного Гарта Ричардсона с помощью Pro Tools придаёт всему первозданную чистоту, раскрывая всю широту и динамику песен братьев Лоффлер. Выдающийся альбом, заслуживающий успеха в США».
Роберт Черри из Rolling Stone отметил мрачность альбома: «Никакой свет не проникает в эти полутоновые, как у Sabbath монохромы, что соответствует их тематике. Послание: Вырази себя или взорвись. Мало кто усомнится в искренности Пита. Но такие заряженные песни должны предлагать катарсис. Вместо этого они звучат удушающе». Рецензия Райана Рейхилла из Blender была более критичной; он писал: «Своими чувственными текстами, в которых душа нараспашку, и редкими акустическими композициями метал-группа Chevelle из Иллинойса стремится выйти за рамки Оззи-подобных заражённых строгих рамок пониженных тонов гитар и тяжёлых ритмов. Несмотря на амбиции, они возвращаются в трясину нью-метала на протяжении 11 треков. <…> вокал Пита Лоффлера в стиле Мэйнарда Кинана в „Comfortable Liar“ и „The Red“ превращается в крикливый стиль, который не кажется правдоподобным или искренним. Это достойная дань уважения, но Chevelle не хватает инноваций, и у них пока нет подходящих инструментов для выполнения этой работы».

## Коммерческий успех
Первый сингл с альбома «The Red» был выпущен намного раньше, в июле 2002 года. Он получил значительную популярность в радиоэфире и занял высокие позиции в чартах Mainstream Rock Tracks и Modern Rock Tracks. Его музыкальное видео также получило значительную ротацию на телевидении, в частности по MTV. В октябре альбом дебютировал под номером 14 в Billboard 200. Их второй сингл «Send the Pain Below» в январе 2003 года добился еще большего успеха, чем его предшественник, заняв первое место в чартах Mainstream Rock Tracks и Modern Rock Tracks. Завершая продвижение Wonder What’s Next, «Closure» был выпущен в качестве третьего и последнего сингла гораздо позже, в сентябре, и имел значительный успех.
К середине 2003 года только в США было продано более миллиона копий Wonder What’s Next. В следующем году их количество достигло 1,3 миллиона. К середине 2020 года было продано более двух миллионов копий.

## Список композиций
Все тексты написаны Питом Лоффлером, вся музыка написана группой Chevelle.
| №                   | Название                    | Длительность |
| ------------------- | --------------------------- | ------------ |
| 1.                  | «Family System»             | 4:17         |
| 2.                  | «Comfortable Liar»          | 3:43         |
| 3.                  | «Send the Pain Below»       | 4:12         |
| 4.                  | «Closure»                   | 4:11         |
| 5.                  | «The Red»                   | 3:58         |
| 6.                  | «Wonder What's Next»        | 4:10         |
| 7.                  | «Don't Fake This»           | 3:39         |
| 8.                  | «Forfeit»                   | 3:59         |
| 9.                  | «Grab Thy Hand»             | 4:13         |
| 10.                 | «An Evening with El Diablo» | 5:43         |
| 11.                 | «One Lonely Visitor»        | 4:06         |
| Общая длительность: | Общая длительность:         | 46:28        |

| №                   | Название                                          | Текст песни         | Музыка              | Длительность |
| ------------------- | ------------------------------------------------- | ------------------- | ------------------- | ------------ |
| 12.                 | «It's No Good» (кавер на Depeche Mode)            | Дейв Гаан           | Мартин Гор          | 3:59         |
| 13.                 | «Black Boys on Mopeds» (кавер на Шинейд О’Коннор) | Шинейд О’Коннор     | Ш. О’Коннор         | 3:26         |
| Общая длительность: | Общая длительность:                               | Общая длительность: | Общая длительность: | 53:36        |

| №                   | Название                                          | Текст песни         | Музыка              | Длительность |
| ------------------- | ------------------------------------------------- | ------------------- | ------------------- | ------------ |
| 12.                 | «Until You're Reformed»                           |                     |                     | 4:00         |
| 13.                 | «(High) Visibility» (кавер на Helmet)             | Пейдж Хамильтон     | П. Хамильтон        | 2:51         |
| 14.                 | «Black Boys on Mopeds» (кавер на Шинейд О’Коннор) | Шинейд О’Коннор     | Ш. О’Коннор         | 3:26         |
| 15.                 | «It's No Good» (кавер на Depeche Mode)            | Дейв Гаан           | Мартин Гор          | 3:59         |
| Общая длительность: | Общая длительность:                               | Общая длительность: | Общая длительность: | 60:15        |

## Участники записи
| Chevelle - Пит Лоффлер — вокал, гитара - Джо Лоффлер — бас-гитара - Сэм Лоффлер — барабаны | Производственный персонал - Гарт «GGGarth» Ричардсон — продюсер - Майкл «Элвис» Баскет — звукоинженер - Дин Махер — ассистент звукоинженера - Эмбер Гисласон — ассистент звукоинженера - Бен Каплан — цифровой монтаж - Энди Уоллес — сведение - Хоуи Вайнберг — мастеринг |

## Чарты

### Альбом
| Чарт (2002 г.)    | Позиция в чартах |
| ----------------- | ---------------- |
| США Billboard 200 | 14               |

### Синглы
| Год  | Песня                 | Чарт                       | Позиция в чартах |
| ---- | --------------------- | -------------------------- | ---------------- |
| 2002 | «The Red»             | Billboard Hot 100          | 56               |
| 2002 | «The Red»             | Hot Mainstream Rock Tracks | 3                |
| 2002 | «The Red»             | Alternative Songs          | 4                |
| 2003 | «Send the Pain Below» | Billboard Hot 100          | 65               |
| 2003 | «Send the Pain Below» | Hot Mainstream Rock Tracks | 1                |
| 2003 | «Send the Pain Below» | Alternative Songs          | 1                |
| 2004 | «Closure»             | Hot Mainstream Rock Tracks | 17               |
| 2004 | «Closure»             | Alternative Songs          | 11               |

## Сертификации
| Регион                                                                      | Сертификация  | Продажи   |
| --------------------------------------------------------------------------- | ------------- | --------- |
| США (RIAA)                                                                  | 2× Платиновый | 2 000 000 |
| Данные о продажах + прослушиваниях приведены только на основе сертификации. |               |           |